# Індіан-Крік (Флорида)
Індіан-Крік (англ. Indian Creek) — селище (англ. village) в США, в окрузі Маямі-Дейд штату Флорида. Населення — 84 особи (2020).

## Географія
Індіан-Крік розташований за координатами 25°52′42″ пн. ш. 80°8′14″ зх. д. / 25.87833° пн. ш. 80.13722° зх. д. (25.878249, -80.137239).  За даними Бюро перепису населення США в 2010 році селище мало площу 1,23 км², з яких 1,11 км² — суходіл та 0,11 км² — водойми.

## Демографія
Згідно з переписом 2010 року, у селищі мешкало 86 осіб у 26 домогосподарствах у складі 20 родин. Густота населення становила 70 осіб/км².  Було 33 помешкання (27/км²).
Расовий склад населення:
| - 98,8 % — білих - 1,2 % — азіатів |

До двох чи більше рас належало 0,0 %. Частка іспаномовних становила 27,9 % від усіх жителів.
За віковим діапазоном населення розподілялося таким чином: 29,1 % — особи молодші 18 років, 50,0 % — особи у віці 18—64 років, 20,9 % — особи у віці 65 років та старші. Медіана віку мешканця становила 44,7 року. На 100 осіб жіночої статі у селищі припадало 109,8 чоловіків;  на 100 жінок у віці від 18 років та старших — 90,6 чоловіків також старших 18 років.
За межею бідності перебувало 3,3 % осіб, у тому числі 0,0 % дітей у віці до 18 років та 0,0 % осіб у віці 65 років та старших.
Цивільне працевлаштоване населення становило 30 осіб. Основні галузі зайнятості: мистецтво, розваги та відпочинок — 30,0 %, роздрібна торгівля — 23,3 %, фінанси, страхування та нерухомість — 23,3 %.